# Castell d'Odawara
El castell Odawara (小田原城, Odawara-jō) era un castell de la ciutat d'Odawara, a la prefectura de Kanagawa, Japó.

## Història
Odawara va ser una fortalesa del clan Doi durant el període Kamakura i una residència fortificada construïda per la seva branca col·lateral, el clan Kobayakawa, es va situar al lloc aproximat de l'actual castell. Després de la revolta Uesugi Zenshū de 1416, Odawara va quedar sota el control del clan Omori de Suruga. Al seu torn, van ser derrotats per Ise Moritoki d'Izu, fundador del clan Odawara Hōjō el 1495. Cinc generacions del clan Odawara Hōjō van millorar i es van expandir a les fortificacions del castell Odawara com a centre dels seus dominis, que englobaven la majoria de la regió de Kantō.
Durant el període Sengoku, el castell Odawara tenia defenses molt fortes, ja que estava situat en un turó, envoltat de fossats amb aigua al costat baix, i séquies al costat del turó, amb bancs, parets i penya-segats situats al voltant del castell, permetent als defensors rebutjar els atacs d'Uesugi Kenshin el 1561 i Takeda Shingen el 1569. El 1587, les defenses del castell van ser ampliades pel clan Odawara Hōjō en previsió del conflicte amb Toyotomi Hideyoshi. No obstant això, durant la batalla d'Odawara el 1590, Hideyoshi va forçar la rendició de l'Odawara Hōjō sense assaltar el castell a través de la combinació d'un setge de tres mesos i un farol. Després d'ordenar la majoria de les fortificacions destruïdes, va atorgar les possessions de l'Odawara Hōjō al seu principal general Tokugawa Ieyasu.

### Període Edo
Després que Ieyasu completés el castell Edo, va convertir el castell Odawara en un dels seus majors retenidors, Ōkubo Tadayo, que va reconstruir el castell en la seva forma actual a una escala considerablement reduïda Tanmateix, el seu successor Ōkubo Takachika va ser desposseït pel shogunat el 1614. Entre 1619-1623, el castell va ser assignat a Abe Masatsugu. Després del 1623, el domini Odawara va tornar a l'estatus de tenryō i es va construir un palau a la part interior per servir com a casa de jubilats del shōgun Tokugawa Hidetada; no obstant això, Hidetada va optar per romandre a Edo.